# Buttforde
Buttforde is een plaats in de Duitse gemeente Wittmund, deelstaat Nedersaksen. Buttforde telt ongeveer 440 inwoners. Het dorp ligt ten noordwesten van Wittmund-stad en niet ver ten noorden van het kleine spoorwegstation van het zuidelijke buurdorp Burhafe.

## Bezienswaardigheden
In de 13e-eeuwse romaanse Mariakerk van Buttforde bevindt zich, op het doksaal, een orgel gebouwd in 1681 door Joachim Richborn. Het altaarretabel, het doopvont en de wijwaterbak dateren uit de vijftiende eeuw. De barokke preekstoel heeft een markante opgang met afbeeldingen van evangelisten, apostelen en Luther.

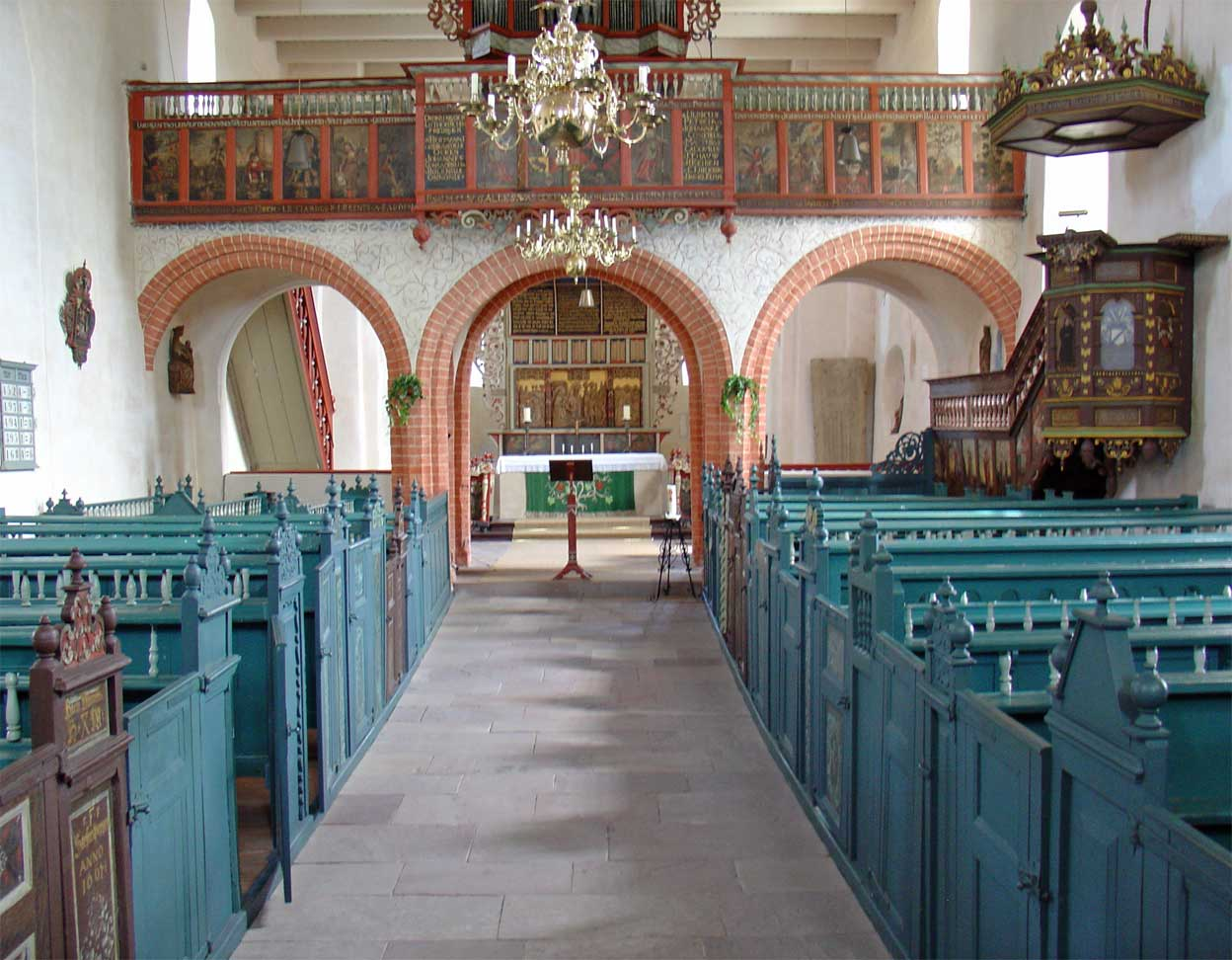
Interieur van de Mariakerk van Buttforde
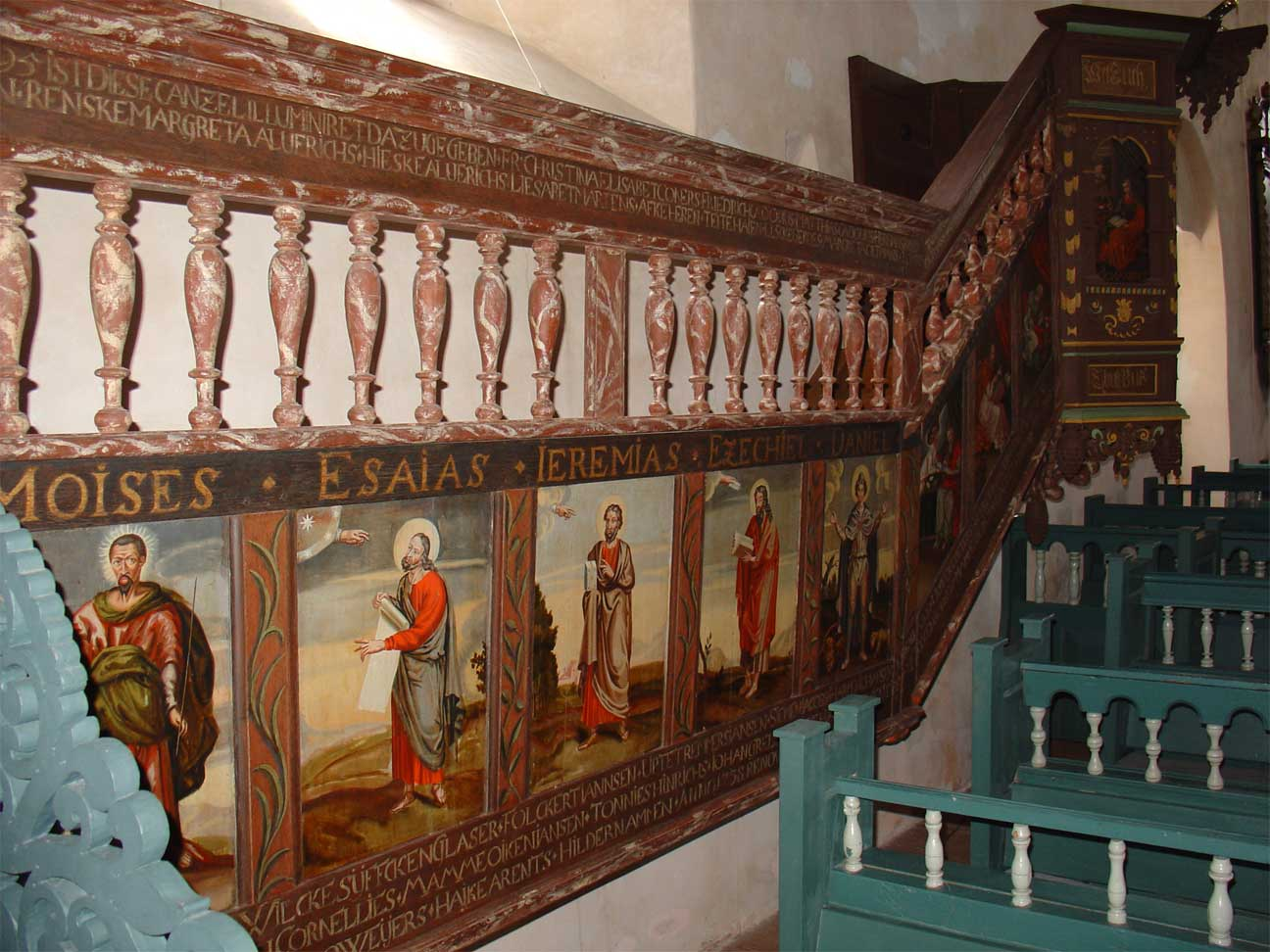
Preekstoel in de Mariakerk van Buttforde (opgang)
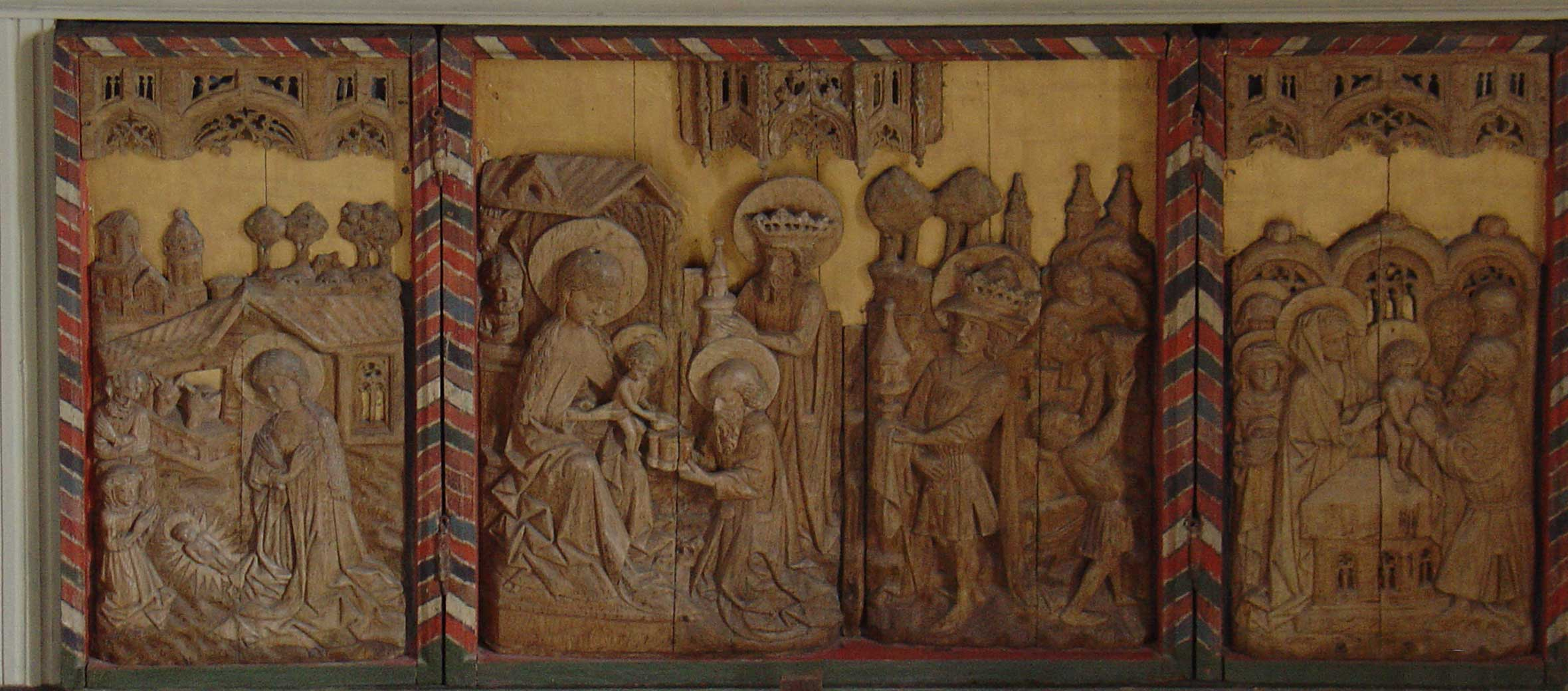
Retabel in de Mariakerk van Buttforde (detail)
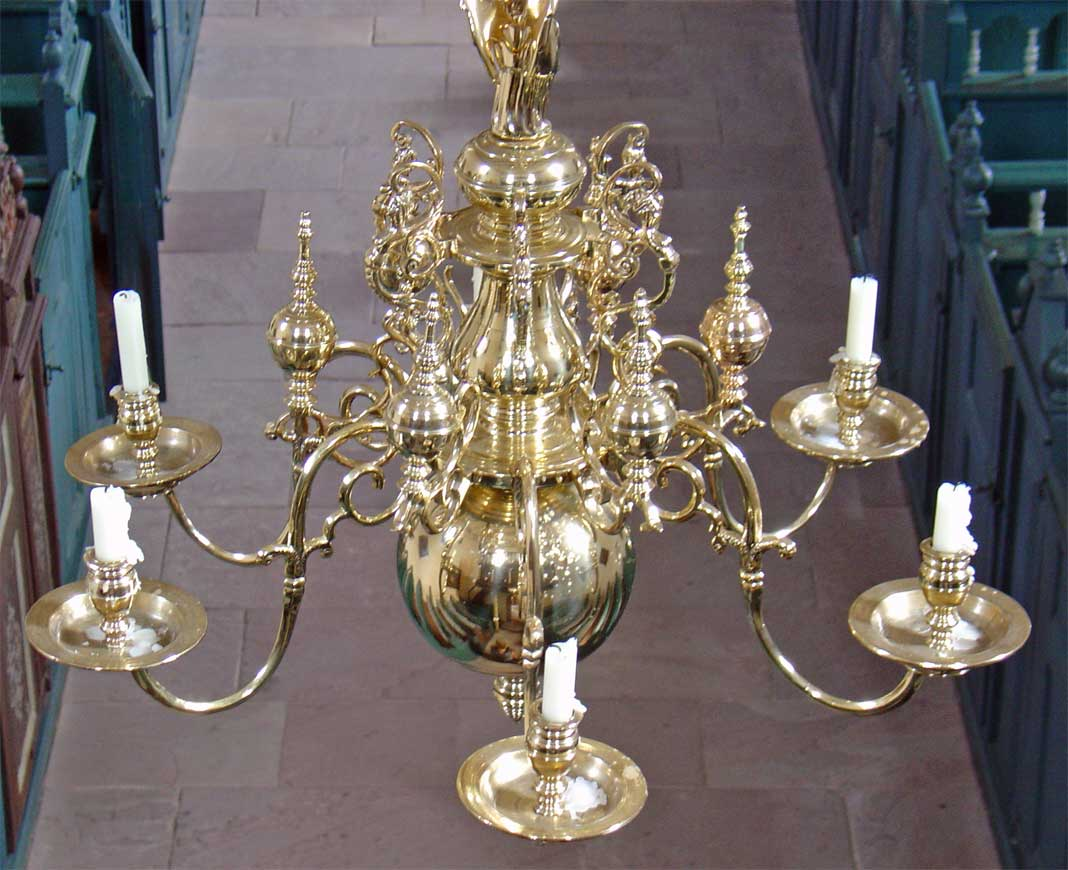
Lamp in de Mariakerk Buttforde